# Balanophora elongata
Balanophora elongata là một loài thực vật có hoa trong họ Balanophoraceae. Loài này được Blume mô tả khoa học đầu tiên năm 1827.